# Bika-Milupa
Bika-Milupa war ein deutsches professionelles Radsportteam. Sponsor war das Unternehmen Milupa aus der Nahrungsmittelindustrie.

## Geschichte
Das Radsportteam bestand nur in der Saison 1971. Sportlicher Leiter war Alfons Peeters. Unter Vertrag waren sechzehn Radrennfahrer aus Deutschland, Belgien, Australien und Großbritannien. Die deutschen Fahrer hatten in der Regel Zweitverträge mit anderen Teams, was damals zulässig war.
Die bedeutendsten Erfolge der Mannschaft waren Siege in der Europameisterschaft im Zweier-Mannschaftsfahren (Klaus Bugdahl und Wilfried Peffgen) sowie in den Sechstagerennen von Dortmund, Münster, Zürich und Groningen (Klaus Bugdahl, Dieter Kemper). Das beste Ergebnis im Straßenradsport verzeichnete Dieter Puschel als Zweiter der Deutschen Meisterschaft im Straßenrennen.

## Erfolge
1971
- Europameisterschaft – Zweier-Mannschaftsfahren
- Sechstagerennen Dortmund
- Sechstagerennen Münster
- Sechstagerennen Zürich
- Sechstagerennen Groningen

## Bekannte Fahrer
- Klaus Bugdahl
- Dieter Kemper
- Wilfried Peffgen
- Dieter Puschel
- Edward Sels